# Lista de prefeitos de Avaí
Esta é a lista de prefeitos e vice-prefeitos do Município de Avaí, cidade do estado de São Paulo criada pela Lei Estadual nº 1.672 em 2 de dezembro de 1919.

Mapa com a localização do município.

Até 1907 os intendentes municipais eram designados pelo Governador do Estado ou pela Câmara Municipal, e a partir desta data passaram a ser designados prefeitos. Com a Revolução de 1930 os prefeitos passaram a ser nomeados exclusivamente pelos governadores do estado, situação que mudou em 1936 quando as nomeações voltaram a ser feitas pela Câmara Municipal. Com a implantação do Estado Novo em 1937, os prefeitos passaram a ser designados pelo interventor federal. Em 1945 com a redemocratização do país, os prefeitos passaram a ser eleitos por voto popular, livre, direto e secreto.
O cargo de prefeito foi criado em 11 de abril de 1835, pela assembleia provincial paulista, em reação aos amplos poderes conferidos pelo Código de Processo Criminal de 1832 às câmaras municipais. Seguiram o exemplo paulista seis províncias do nordeste brasileiro (Alagoas, Ceará, Maranhão, Paraíba, Pernambuco e Sergipe).
Sob a vigente ordem constitucional, essa designação é dada ao funcionário público do Poder Executivo municipal, que exerce seu cargo em função de uma legislatura (mandato), sendo para tanto eleito a cada quatro anos, podendo ser reeleito por mais 4 anos (segundo mandato).
Funções
O poder executivo municipal chefia a administração e comanda os serviços públicos, tendo como comandante o prefeito.
A partir da constituição brasileira de 1934, o cargo de prefeito passou a ser o único, em todo o Brasil, ao qual estão atribuídas as funções de chefe do poder executivo do governo local, em simetria aos chefes dos executivos da União e do estado, portanto, em forma monocrática. Este texto quer dizer que deverá haver harmonia e integração de ação entre as esferas envolvidas sem a intervenção de uma na outra, exceto nos casos previstos na Constituição Federal.
Eleições
O prefeito é eleito por sufrágio universal, secreto, direto, em pleito simultâneo em todo o País, realizado a cada quatro anos, no primeiro domingo de outubro.
E trinta dias após tem lugar o segundo turno, se o eleito em primeiro lugar não atingir 50% dos votos válidos mais um voto, no caso de municípios com mais de duzentos mil eleitores.
Conforme a legislação eleitoral atual no Brasil para tornar-se elegível, exige-se uma série de requisitos;
- Possuir nacionalidade brasileira ou portuguesa (neste caso, o cidadão português deve se encontrar amparado pelo Estatuto de Igualdade entre Portugueses e Brasileiros),
- Título de eleitor em dia e estar em gozo pleno do exercício dos direitos políticos,
- Domicilio eleitoral na circunscrição na qual o candidato se apresenta,
- Filiação partidária,
- Ser alfabetizado (tópico invalidado pela atual constituição brasileira de 1988),
- Desincompatibilização de cargo público — Se ocupa um cargo público deve sair seis meses antes das eleições e voltar caso possa só após seis meses ao pleito eleitoral,
- Renúncia de outro mandado até seis meses antes do pleito e não ser parente afim ou consangüíneo, até segundo grau, ou cônjuge de titular de cargo eletivo; pode, entretanto, ser candidato à reeleição (artigo 14 da Constituição),
- Ter idade mínima de 21 anos.

| Nº | Prefeito                                                         | Partido                                          | Vice-Prefeito                                           | Início do mandato     | Fim do mandato         | Observações                                           |
| 1  | Osório Pinto Machado                                             | Partido Republicano Paulista PRP                 | —                                                       | 10 de abril de 1920   | 1922                   |                                                       |
| 2  | Domingos Zulian                                                  | Partido Republicano Paulista PRP                 | —                                                       | 1923                  | 1925                   |                                                       |
| 3  | Hipólito Porto Netto                                             | Partido Republicano Paulista PRP                 | —                                                       | 1926                  | 1926                   |                                                       |
| 4  | João Xavier de Mendonça                                          | Partido Republicano Paulista PRP                 | —                                                       | 1927                  | 1927                   |                                                       |
| 5  | João Pereira Novo                                                | Partido Republicano Paulista PRP                 | —                                                       | 1928                  | 1928                   |                                                       |
| 6  | Nuno de Assis                                                    | Partido Republicano Paulista PRP                 | —                                                       | 1929                  | 1930                   |                                                       |
| 7  | Antônio José Andrade                                             | Partido Republicano Paulista PRP                 | —                                                       | 1930                  | 1930                   | Prefeito nomeado                                      |
| 8  | José Silvestre dos Santos                                        | Partido Republicano Paulista PRP                 | —                                                       | 1931                  | 1931                   | Prefeito nomeado                                      |
| 9  | Nuno de Assis                                                    | Partido Republicano Paulista PRP                 | —                                                       | 1931                  | 1931                   | Prefeito nomeado                                      |
| 10 | José Silvestre dos Santos                                        | Partido Republicano Paulista PRP                 | —                                                       | 1931                  | 1932                   | Prefeito nomeado                                      |
| 11 | Gentil José de Castro                                            | Partido Republicano Paulista PRP                 | —                                                       | 1932                  | 1933                   | Prefeito nomeado                                      |
| 12 | Nuno de Assis                                                    | Partido Republicano Paulista PRP                 | —                                                       | 1934                  | 1935                   | Prefeito nomeado                                      |
| 13 | Ercílio Silveira Prado                                           | Partido Republicano Paulista PRP                 | —                                                       | 1936                  | 1937                   | Prefeito nomeado                                      |
| 14 | Archanjo Miguel Pero                                             | Partido Liberal Paulista PLP                     | —                                                       | 1938                  | 1941                   | Prefeito nomeado                                      |
| 15 | João Pereira Novo Filho                                          | Partido Social Democrático PSD                   | —                                                       | 1942                  | 1946                   | Prefeito nomeado                                      |
| 16 | Celso Xavier de Mendonça                                         | Partido Social Democrático PSD                   | —                                                       | 1947                  | 1947                   | Prefeito nomeado                                      |
| 17 | João Pereira Novo Filho                                          | Partido Social Democrático PSD                   |                                                         | 1948                  | 1951                   | Prefeito eleito em sufrágio universal                 |
| 18 | Gomes Berriel Filho                                              | União Democrática Nacional UDN                   | Osvaldo Edmundo Paschoal (UDN)                          | 1952                  | 1955                   | Prefeito e vice eleitos em sufrágio universal         |
| 19 | Julio Rocha                                                      | Aliança Renovadora Nacional ARENA                |                                                         | 1956                  | 1959                   | Prefeito eleito em sufrágio universal                 |
| 20 | Camilo Mady                                                      | Aliança Renovadora Nacional ARENA                |                                                         | 1960                  | 1963                   | Prefeito eleito em sufrágio universal                 |
| 21 | Hildo Nogueira                                                   | Movimento Democrático Brasileiro MDB             |                                                         | 1964                  | 1968                   | Prefeito eleito em sufrágio universal                 |
| 22 | Oswaldo Edmundo Paschoal                                         | Movimento Democrático Brasileiro MDB             |                                                         | 1969                  | 1972                   | Prefeito eleito em sufrágio universal                 |
| 23 | David Belizário                                                  | Aliança Renovadora Nacional ARENA                |                                                         | 1973                  | 1977                   | Prefeito eleito em sufrágio universal                 |
| 24 | Andira Costa                                                     | Aliança Renovadora Nacional ARENA                |                                                         | 1977                  | 1983                   | Prefeito eleito em sufrágio universal                 |
| 25 | Antônio Faria Netto                                              | Partido do Movimento Democrático Brasileiro PMDB |                                                         | 1983                  | 31 de dezembro de 1988 | Prefeito eleito em sufrágio universal                 |
| 26 | Orlando Gimenes                                                  | Partido do Movimento Democrático Brasileiro PMDB |                                                         | 1º de janeiro de 1989 | 31 de dezembro de 1992 | Prefeito eleito em sufrágio universal                 |
| 27 | Sebastião Barbosa de Oliveira                                    | Partido do Movimento Democrático Brasileiro PMDB |                                                         | 1º de janeiro de 1993 | 31 de dezembro de 1996 | Prefeito eleito em sufrágio universal                 |
| 28 | Sérgio Andrade Moreira                                           | Partido da Social Democracia Brasileira PSDB     |                                                         | 1º de janeiro de 1997 | 31 de dezembro de 2000 | Prefeito e vice eleitos em sufrágio universal         |
| 29 | Reinaldo Silvestre Rocha                                         | Partido Democrático Trabalhista PDT              |                                                         | 1º de janeiro de 2001 | 31 de dezembro de 2004 | Prefeito e vice eleitos em sufrágio universal         |
| 30 | Paulo Sérgio Rodrigues                                           | Partido da Social Democracia Brasileira PSDB     | Simão Navarro (PMDB)                                    | 1º de janeiro de 2005 | 31 de dezembro de 2008 | Prefeito e vice eleitos em sufrágio universal         |
| 30 | Paulo Sérgio Rodrigues                                           | Partido da Social Democracia Brasileira PSDB     | Célio de Jesus Belizário (PSDB)                         | 1º de janeiro de 2009 | 31 de dezembro de 2012 | Prefeito reeleito e vice eleito em sufrágio universal |
| 31 | Celso Roberto de Faveri                                          | Partido Trabalhista Brasileiro PTB               | Marcos Aparecido Gratieri (PSB)                         | 1º de janeiro de 2013 | 31 de dezembro de 2016 | Prefeito e vice eleitos em sufrágio universal         |
| 32 | André Luis da Silveira Antônio, André do Neto[carece de fontes?] | Partido Social Democrático PSD                   | Wanderlei Guilherme, Lela (PSD)                         | 1º de janeiro de 2017 | 31 de dezembro de 2020 | Prefeito e vice eleitos em sufrágio universal         |
| 33 | Hellen Fernandes Rodrigues                                       | Partido da Social Democracia Brasileira PSDB     | Ricardo Alexandre Joanini (DEM) até 2023 (PL) após 2023 | 1° de janeiro de 2021 | 31 de dezembro de 2024 | Prefeito e vice eleitos em sufrágio universal         |
| 33 | Hellen Fernandes Rodrigues                                       | Partido Social Democrático PSD                   | Ricardo Alexandre Joanini (DEM) até 2023 (PL) após 2023 | 1° de janeiro de 2025 | Atualidade             | Prefeito e vice reeleitos em sufrágio universal       |